# Letra capitular

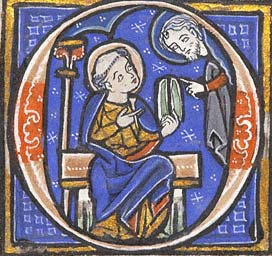
Letra capitular historiada

No contexto da tipografia, uma letra capitular ou letra capital é uma letra no início da obra, de um capítulo ou de um parágrafo, de maior dimensão que o restante corpo do texto. Em manuscritos ou livros antigos, a letra capital é muitas vezes profusamente decorada e chega a ocupar várias linhas do corpo do texto.
Letras Capitulares são aquelas letras que, na arte romana, iniciavam parágrafos de Iluminuras, sendo decoradas com arabescos, imagens, folhas ou mesmo com cenas em miniaturas
Em manuscritos iluminados, as letras capitulares que contêm imagens são designadas por letras ornamentadas. Surgiram no contexto da arte insular das Ilhas Britânicas no século VIII. As iniciais que contêm espirais vegetalistas com figuras de animais ou humanos sem representar uma figura ou cena específica são conhecidas como capitulares habitadas. Certas iniciais importantes, como o B em Beatus vir... na abertura do salmo I num saltério vulgate em Latim, podiam ocupar um folio completo de um manuscrito.
Estas iniciais específicas, num manuscrito iluminado, também eram chamadas Initiums.

## História

Conjunto de letras capitulares do século XVI

A tradição clássica só muito tarde começou sequer a fazer uso de maiúsculas. Em textos romanos que chegaram até aos nossos dias é até difícil separar as palavras, uma vez que também não se fazia uso do espaçamento. No período tardio da antiguidade, ambos se tornaram de uso comum em Itália. As letras capitulares eram geralmente colocadas na margem esquerda, destacadas do restante texto, e com cerca do dobro da altura das restantes letras. A inovação ocorrida nas ilhas britânicas consistiu em fazer as iniciais com muito maiores dimensões, não indentadas, e as letras imediatamente seguintes à letra capitular também maiores, mas diminuindo de tamanho (efeito designado por diminuendo, em analogia com a notação musical). Em momento seguintes, as letras capitulares viriam a ganhar muito maior dimensão e policromia, avançando cada vez mais para o interior do corpo do texto, sendo por vezes ocupada a página por inteiro.
A decoração das capitulares insulares, especialmente as maiores, era geralmente abstracta e geométrica, ou representava animais através de padrões. A inserção de motivos figurativos foi uma inovação insular, mas só surgiria em pleno na arte otomana, arte anglo-saxónica e no românico. Depois deste período, na arte gótica, as iluminuras temáticas tendiam a ocupar mais espaço na página e as letras capitulares, ainda que com motivos figurativos, voltaram a possuir menores dimensões.
Durante o início do desenvolvimento da impressão, os tipógrafos deixavam em branco o espaço necessário de forma a que as letras capitulares pudessem ser mais tarde acrescentadas por um iluminista. Mais tarde, as capitulares eram impressas usando tipos próprios em madeira ou metal.

## Tipo de letra capitular
As letras capitulares são classificadas morfologicamente: a letra rubricada (vermelha); a letra epigráfica, imitando as antigas maiúsculas romanas; a letra histórica, que oferece suporte espacial a cenas de carácter narrativo; etc.
A inicial pode estar na mesma linha de base do texto e com a mesma margem. É o método mais fácil de dactilografar, incluindo em HTML. Segue-se um exemplo:
Lorem ipsum dolor sit amet, consectetur adipisicing elit, sed do eiusmod tempor incididunt ut labore et dolore magna aliqua. Ut enim ad minim veniam, quis nostrud exercitation ullamco laboris nisi ut aliquip ex ea commodo consequat. Duis aute irure dolor in reprehenderit in voluptate velit esse cillum dolore eu fugiat nulla pariatur. Excepteur sint occaecat cupidatat non proident, sunt in culpa qui officia deserunt mollit anim id est laborum.
Em alternativa, a letra capitular pode estar na margem esquerda, com o texto indentado. Em processadores de texto e HTML, isto pode ser implementado usando uma tabela com duas células, uma para a letra capital e outra para o resto do texto. A diferença entre isto e uma letra capital em drop cap pode ser vista quando o texto se estende por baixo da letra. Por exemplo:

| L | orem ipsum dolor sit amet, consectetur adipisicing elit, sed do eiusmod tempor incididunt ut labore et dolore magna aliqua. Ut enim ad minim veniam, quis nostrud exercitation ullamco laboris nisi ut aliquip ex ea commodo consequat. Duis aute irure dolor in reprehenderit in voluptate velit esse cillum dolore eu fugiat nulla pariatur. Excepteur sint occaecat cupidatat non proident, sunt in culpa qui officia deserunt mollit anim id est laborum. |

Com a predefinição drop cap, a letra capital é alinhada com a margem e prolonga-se por várias linhas dentro do parágrafo, indentando o texto regular nestas linhas. Isto mantém limpas as margens esquerda e superior do parágrafo.
Em browsers actuais, isto pode ser conseguido com uma combinação de HTML e CSS através da predefinição float: left. Em alternativa, uma solução usando apenas CSS pode usar o pseudo-elemento :first-letter. Exemplo:
Lorem ipsum dolor sit amet, consectetur adipisicing elit, sed do eiusmod tempor incididunt ut labore et dolore magna aliqua. Ut enim ad minim veniam, quis nostrud exercitation ullamco laboris nisi ut aliquip ex ea commodo consequat. Duis aute irure dolor in reprehenderit in voluptate velit esse cillum dolore eu fugiat nulla pariatur. Excepteur sint occaecat cupidatat non proident, sunt in culpa qui officia deserunt mollit anim id est laborum.
Nalguns manuscritos antigos, as primeiras letras do corpo do texto normal depois da letra capitular também podiam ser maiúsculas, como é o caso dos Salmos de Mainz, e na impressão original dos Sonetos de Shakespeare. Isto evoca o estilo diminuendo dos manuscritos de gradualmente reduzir o tamanho do texto ao longo da primeira linha. Este estilo é agora raro, excepto em jornais.

## Galeria

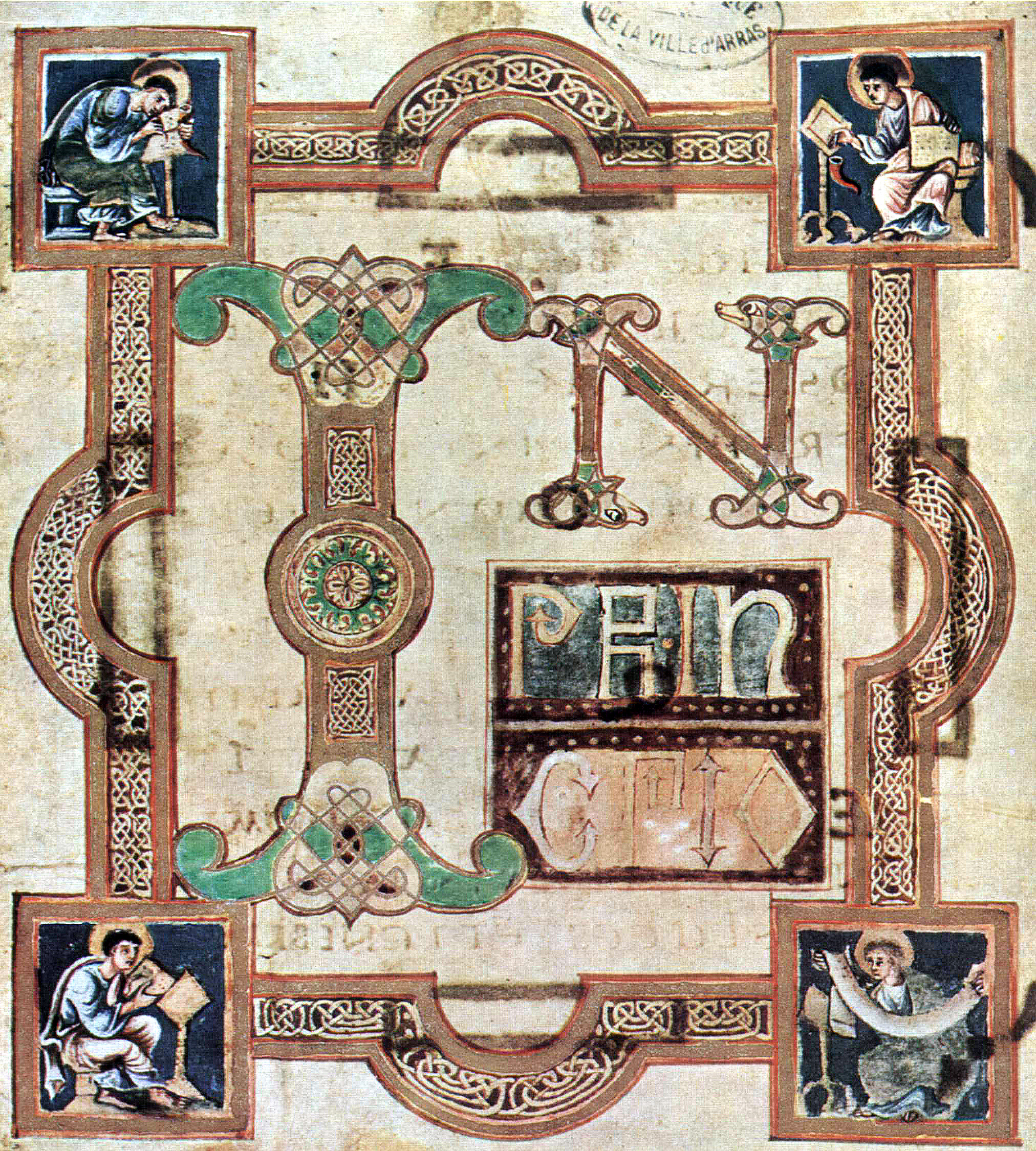
In principio do início do Evangelho segundo João, século IX.
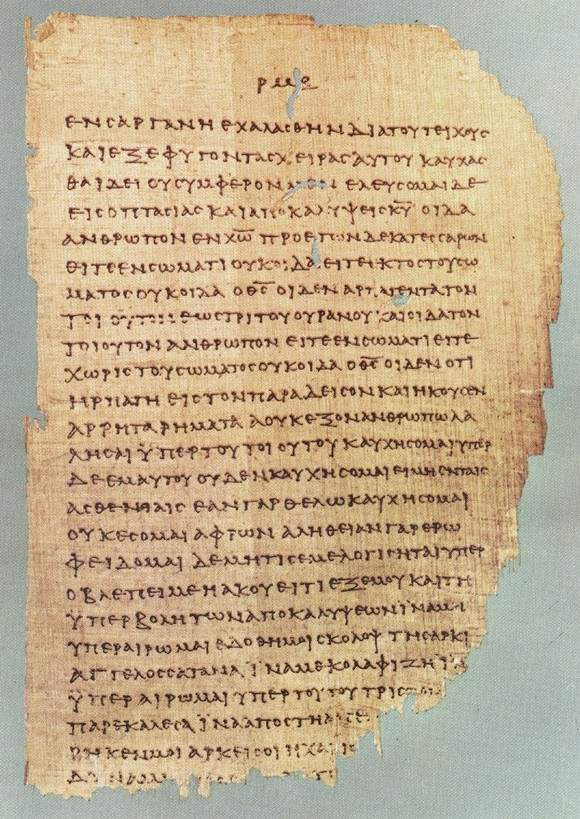
Texto bíblico Grego do Papiro 46, c. 200 d.C., sem letras capitulares, pontuação ou espaçamento entre palavras
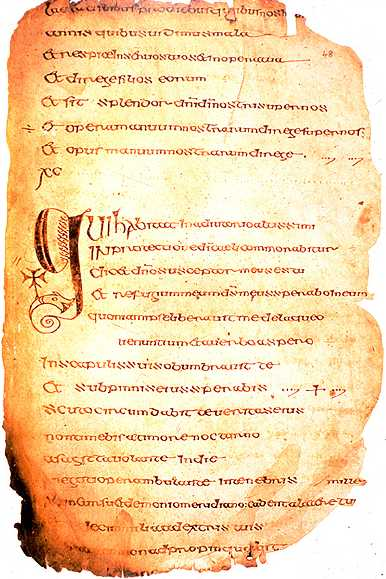
Efeito de diminuendo nas primeiras letras após a capitular, Cathach de São Columba, Irlanda, século VII.
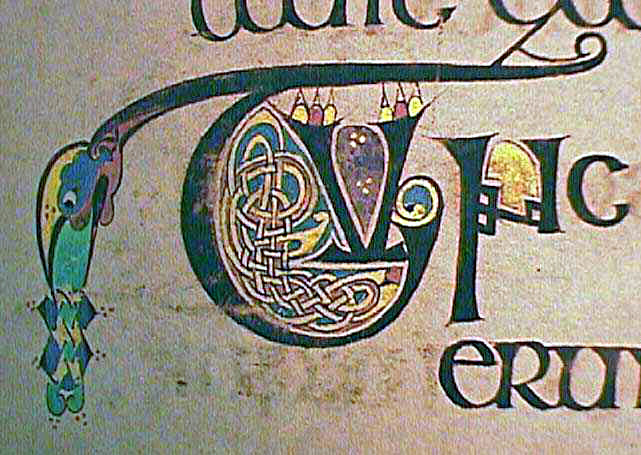
Uma de milhares de capitulares decoradas do Livro de Kells
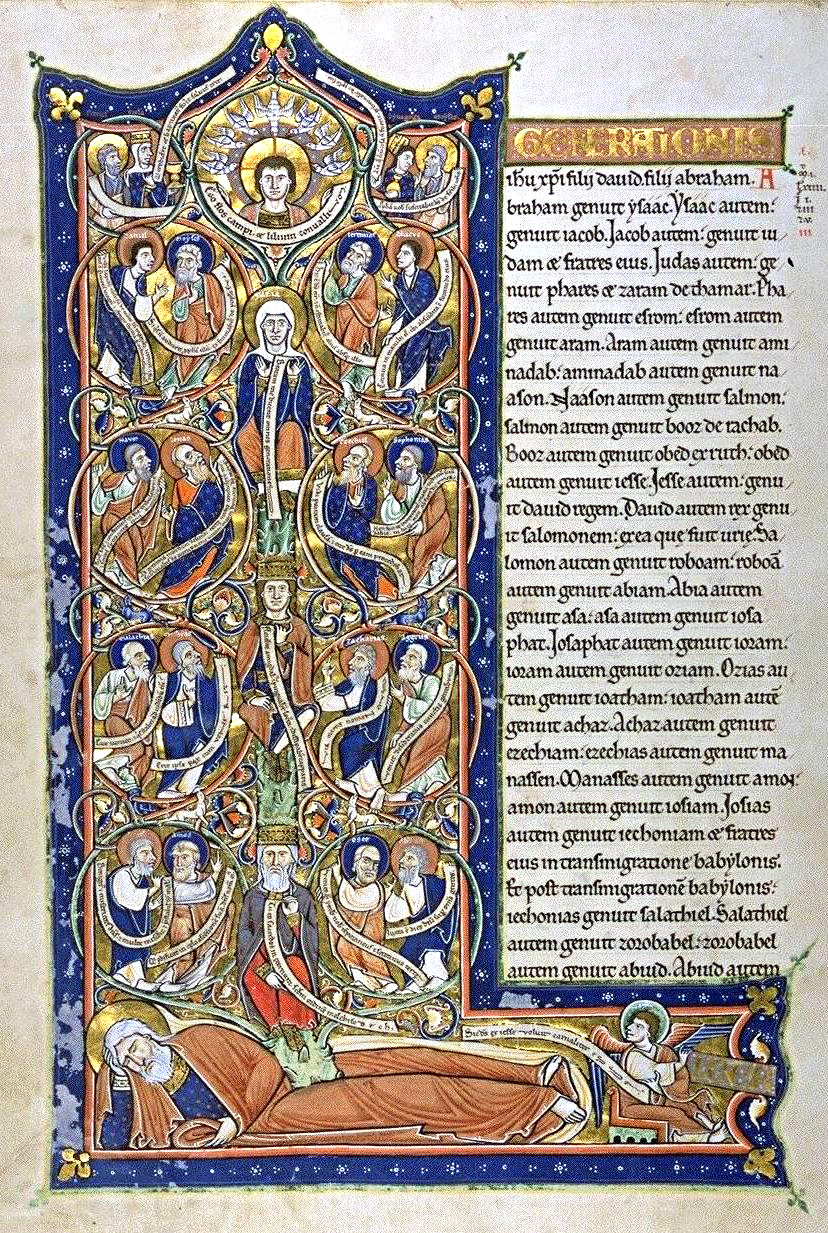
Capitular de uma bíblia românica.
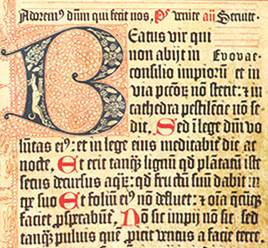
Livro de Salmos de Mainz, impresso em 1457 por Johannes Gutenberg. A letra capitular maior e a margem são impressas com tipos em madeira, tal como podem ter sido as restantes capitulares. O restante texto recorre a tipos metálicos.